# باسكيتان
باسكيتان هو هيدروكربون ألكاني متعدد الحلقات صيغته C10H12. للمركب بنية هيكلية فراغية تشبه شكل السلّة، ومنها أتت التسمية.
اصطنع المركب مخبرياً سنة 1966 من عدة مجموعات بحث بشكل مستقل.